# Parent
Parent település Franciaországban, Puy-de-Dôme megyében. Lakosainak száma 889 fő (2022. január 1.). Parent Coudes, Montpeyroux, Vic-le-Comte és Yronde-et-Buron községekkel határos.

## Népesség
A település népességének változása:
| Lakosok száma | 803  | 824  | 857  | 859  | 876  | 882  | 887  | 899  | 889  |
|               | 2013 | 2015 | 2016 | 2017 | 2018 | 2019 | 2020 | 2021 | 2022 |